# Наземка
Наземка (Polycnemum) — рід квіткових рослин родини щирицевих, що походить із центральної, східної та південної Європи, Марокко, Алжиру, Туреччини та Центральної Азії.

## Види
- Polycnemum arvense L.
- Polycnemum fontanesii Durieu & Moq.
- Polycnemum heuffelii Láng
- Polycnemum majus A.Braun ex Bogenh.
- Polycnemum perenne Litv.
- Polycnemum verrucosum Láng